# Augustin Boutique
Augustin Boutique, né le 26 mars 1862 à Valenciennes et mort le 9 février 1944 à Paris, est un photographe français. Sa tombe est située dans le sud-est du cimetière de Douai, sur le finage de Sin-le-Noble.

## Livres de photographies publiés
- Douai avant le démantèlement : 1891. Album de 100 phototypies, Douai, 1892, 100 f.
- Cyrille Bultheel, Le château de Compiègne, neuf illustrations phototypiques d'Augustin Boutique, Douai, P. Duthilleux, 1895.

## Postérité
En 1977, sa fille Thérèse Boutique épouse Hervieu, née à Douai le 2 mai 1891 et morte le 20 juillet 1977 à Argenteuil, lègue à la ville de Douai un fonds de 25 000 plaques de verre ; la photothèque Augustin-Boutique-Grard est inaugurée en 1989 dans l'un des bâtiments du musée de la Chartreuse de Douai,.